# Kiểm soát đường thở
Quản lý đường thở hay kiểm soát đường thở làm một loạt các thao tác và thủ tục y tế được thực hiện để ngăn ngừa và làm giảm tắc nghẽn đường thở, đảm bảo đường thở thông thoáng để trao đổi khí giữa phổi của bệnh nhân và khí quyển. Một số thao tác: Làm sạch đường thở bị tắc nghẽn trước đó; Giải phóng đường thở bị tắc nghẽn trong những trường hợp như sốc phản vệ, bị ngất, hoặc dùng thuốc an thần trong quá trình điều trị. Tắc nghẽn đường thở có thể do lưỡi, dị vật, các mô của đường thở và các chất dịch cơ thể như máu và dạ dày (cần hút dịch).
Quản lý đường thở thường được chia thành hai loại: cơ bản và nâng cao.
Các kỹ thuật cơ bản thường là không xâm lấn và không yêu cầu thiết bị y tế chuyên dụng hoặc đào tạo nâng cao. Ví dụ: Nâng cằm để tối ưu hóa thông khí, thổi ngạt.
Kỹ thuật nâng cao đòi hỏi đào tạo y tế chuyên khoa và thiết bị y tế, và đang tiếp tục phân loại theo giải phẫu thành các thiết bị trên hầu họng (như hầu họng và đường hô hấp mũi họng), kỹ thuật dưới hầu họng (chẳng hạn như đường thở khí quản và đường thở họng), và các phương pháp phẫu thuật (chẳng hạn như mở sụn nhẫn giáp, và mở khí quản).
Quản lý đường thở là một cân nhắc chính trong các lĩnh vực hồi sức tim phổi, gây mê, y học cấp cứu, y học chăm sóc đặc biệt và sơ cứu.  Chữ "A" trong mẹo nhớ ABC nghĩa là airway, tiếng Việt là đường thở.